# Vriesea rubra
Vriesea rubra är en gräsväxtart som först beskrevs av Hipólito Ruiz López och Pav., och fick sitt nu gällande namn av Johann Georg Beer. Vriesea rubra ingår i släktet Vriesea och familjen Bromeliaceae. Inga underarter finns listade i Catalogue of Life.

## Bildgalleri

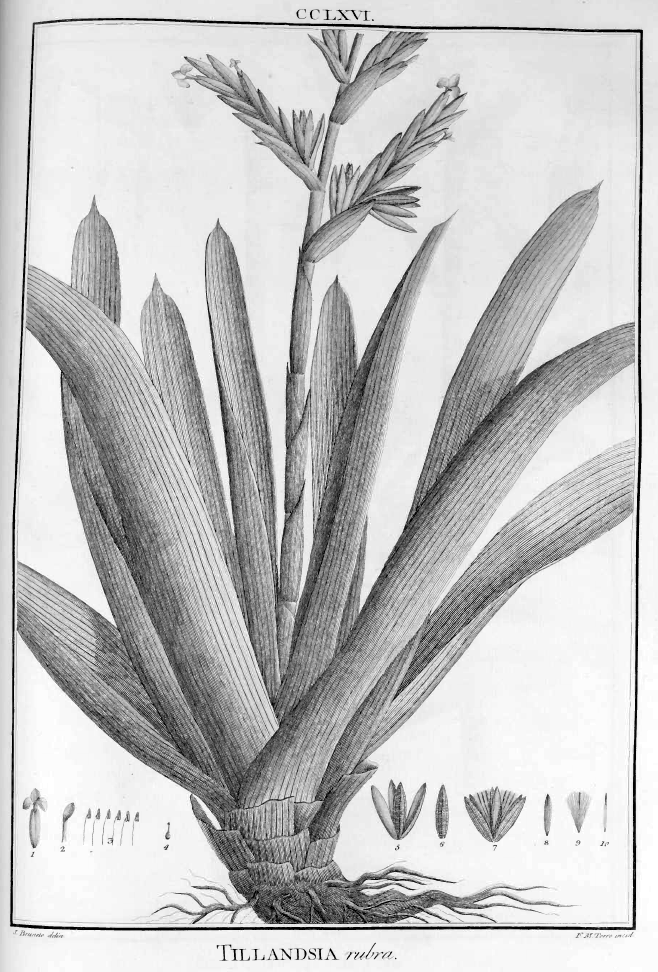